# أربع أيام في الخارج (اختلال ضال)
«أربع أيام في الخارج» (بالإنجليزية: 4 Days Out)‏ هي الحلقة التاسعة للموسم الثاني من مسلسل إيه إم سي التلفزيوني الدرامي اختلال ضال. كتبها سام كاتلين وأخرجها ميشيل ماكلارين، تم بثها على إيه إم سي في 3 مايو 2009.

## وصلات خارجية
- «أربع أيام في الخارج» على إيه إم سي (بالإنجليزية)
- «أربع أيام في الخارج» على قاعدة بيانات الأفلام على الإنترنت (بالإنجليزية)